# MB-6890
MB-6890 (MB-6890 / Basic Master Level 3) је кућни рачунар фирме Хитачи (Hitachi) који је почео да се производи у Јапану током 1980. године. Може се сматрати насљедником рачунара MB-6880.
Користио је Motorola 6809 микропроцесорску јединицу а RAM меморија рачунара је имала капацитет од 48k. 

## Детаљни подаци
Детаљнији подаци о рачунару MB-6890 су дати у табели испод.
|                       |                                                                |
| [ 1 ]                 |                                                                |
| Произвођач            | Хитачи                                                         |
| Тип                   | кућни рачунар                                                  |
| Меморија              | 48k                                                            |
| Поријекло             | Јапан                                                          |
| Година                | 1980                                                           |
| Тастатура             | QWERTY тастатура, посебна нумерички пад, 5 функцијских тастера |
| Процесор              | 6809                                                           |
| Фреквенција процесора | 1 Mhz                                                          |
| RAM                   | 48k                                                            |
| ROM                   | 24k (Бејсик преводилац)                                        |
| Текст                 | 80 x 28 / 40 x 25                                              |
| Графика               | 80 x 100 / 160 x 100 / 160 x 200 / 320 x 200 / 640 x 200       |
| Боја                  | 8                                                              |
| Звук                  |                                                                |
| Димензије             | 42.5 / 28.5 / 8 cm / 4kg                                       |
| Портови               |                                                                |
| Оперативни систем     | Бејсик у РОМ-у                                                 |